# Captain America: Civil War
Captain America: Civil War is een Amerikaanse superheldenfilm uit 2016, geregisseerd door de broers Anthony en Joe Russo. De film met het Marvel Comics-personage Captain America werd geproduceerd door Marvel Studios en gedistribueerd door Walt Disney Pictures en is het vervolg op de film Captain America: The Winter Soldier. Het is de dertiende film in het Marvel Cinematic Universe.

## Verhaal
In 1991 wordt de gehersenspoelde supersoldaat Bucky Barnes/the Winter Soldier vrijgelaten uit een Hydrabasis. Hij moet een 'supersoldaat-serum' uit een auto stelen.
Een jaar nadat de Avengers Ultron hebben verslagen, leidt Steve Rogers/Captain America een nieuw team bestaande uit Natasha Romanoff/Black Widow, Sam Wilson/Falcon en Wanda Maximoff/Scarlet Witch op een missie om Brock Rumlow/Crossbones te stoppen in Lagos. Crossbones wil zichzelf opblazen, Scarlet Witch probeert met haar krachten hem tegen te houden. Dit lukt, maar doordat zij haar krachten nog niet goed kan beheersen veroorzaakt zij een explosie waardoor er onschuldige burgers in het gebouw sterven.
Op het hoofdkwartier van The Avengers wordt het team door Thaddeus Ross geïnformeerd dat de Verenigde Naties een motie willen aannemen waardoor the Avengers alleen nog maar worden opgeroepen wanneer de landen dit willen. Tony Stark/Iron Man, achtervolgd door zijn schuldgevoel, staat achter deze beslissing. Captain America wil dit juist niet, hij wil vrij blijven in het bepalen wanneer en waar ze in actie komen.
Wanneer de Verenigde Naties samenkomen in Wenen vindt er een aanslag plaats. Hierbij vallen er verschillende doden onder wie T'Chaka, koning van Wakanda. Zijn zoon T'Challa wordt de Black Panther en zweert wraak op Bucky Barnes oftewel The Winter Soldier, de vermoedelijke dader van deze aanslag. Captain America komt via Sharon Carter/Agent 13 achter de plaats waar Bucky zich bevindt. Hij probeert samen met Falcon hem te redden. Hierbij ontstaat een gevecht tussen Captain America, Bucky, Falcon en Black Panther. Uiteindelijk worden ze gearresteerd door de Duitse Terreur Eenheid. Ook James Rhodes/War Machine helpt bij de arrestatie.
Nadat ze zijn gearresteerd wordt Bucky ondervraagd door een psycholoog. Dit blijkt later Helmut Zemo te zijn, een officier uit Sokovia die door de oorlog daar zijn gezin is verloren. Hij geeft The Avengers de schuld hiervan en wil ze elkaar laten afmaken. Hij zit ook achter de aanval in Wenen. Hij laat Bucky vrij en verandert hem door codewoorden in the Winter Soldier.
Captain America en Falcon, vinden later Bucky. Ze laten hem zijn verhaal vertellen. Zo komen ze erachter dat er nog meer Winter Soldiers zijn en dat Zemo naar Siberië is vertrokken, vermoedelijk om ze te rekruteren.
Nadat Clint Barton/Hawkeye en Scott Lang/Ant-Man door Captain America zijn gerekruteerd en Peter Parker/Spider-Man en Black Panther worden gerekruteerd door Iron Man ontstaat er een gevecht tussen de kampen van The Avengers. Hierbij wordt War Machine per ongeluk neergeschoten door Vision en raakt hierdoor verlamd. Bucky en Captain America kunnen ontkomen. Falcon, Scarlet Witch, Hawkeye en Ant-Man worden gevangengenomen en in de gevangenis gestopt. Spider-Man krijgt van Iron Man te horen dat hij het goed heeft gedaan, maar ook dat hij terug moet keren naar Queens. In deze gevangenis hoort Iron Man van Falcon dat Captain America en Bucky naar Siberië zijn. Als Iron Man achter de waarheid komt van de aanslag in Wenen, gaat hij naar Siberië om te helpen; Black Panther volgt hem onopgemerkt.
In Siberië blijkt dat Zemo de andere Winter Soldiers heeft vermoord en laat hij camerabeelden zien van de moord die Bucky pleegde om het supersoldaat-serum te krijgen. Het blijkt dat de bestuurder van de auto Howard Stark was, de vader van Tony Stark/Iron Man, en dat Captain America hiervan op de hoogte was. Hierop ontstaat er een gevecht tussen Tony, Captain America en Bucky. Tijdens dit gevecht verliest Bucky zijn mechanische arm. Captain America ontmantelt Iron Mans pantser, maar vermoordt hem niet. Hij laat zijn schild achter, omdat Iron Man gezegd had dat hij dat schild niet waard was (want de vader van Iron Man had het gemaakt) en besluit om met Bucky te vluchten. Buiten weerhoudt de Black Panther Zemo ervan om zelfmoord te plegen.
Later krijgt Tony een pakketje met daarin een telefoon en een brief. De brief is van Captain America, waarin hij vertelt dat Tony de telefoon kan gebruiken wanneer hij zijn hulp nodig heeft. Captain America gaat naar de gevangenis en bevrijdt Falcon/Sam Wilson.
Na de aftiteling is te zien dat Bucky en Captain America asiel hebben gekregen in Wakanda. Bucky besluit om zich te laten invriezen. Ook is te zien hoe Spider-Man thuiskomt en een nieuwe gadget van Tony Stark ontdekt.

## Rolverdeling
| Acteur             | Personage                      | Opmerkingen                                                                                          |
| ------------------ | ------------------------------ | --- |
| Chris Evans        | Steve Rogers / Captain America | |
| Robert Downey jr.  | Tony Stark / Iron Man          | |
| Scarlett Johansson | Natasha Romanoff / Black Widow | |
| Sebastian Stan     | Bucky Barnes / Winter Soldier  | |
| Anthony Mackie     | Sam Wilson / Falcon            | |
| Chadwick Boseman   | T'Challa / Black Panther       | Black Panther is voor het eerst te zien in een film van het Marvel Cinematic Universe.               |
| Don Cheadle        | James Rhodes / War Machine     | |
| Elizabeth Olsen    | Wanda Maximoff / Scarlet Witch | |
| Paul Bettany       | Vision                         | |
| Jeremy Renner      | Clint Barton / Hawkeye         | |
| Paul Rudd          | Scott Lang / Ant-Man           | |
| Tom Holland        | Peter Parker / Spider-Man      | Peter Parker is voor het eerst te zien als Spider-Man in een film van het Marvel Cinematic Universe. |
| Emily VanCamp      | Sharon Carter                  | Agent 13.                                                                                            |
| Daniel Brühl       | Baron Helmut Zemo              | |
| Frank Grillo       | Brock Rumlow / Crossbones      | |
| William Hurt       | Thunderbolt Ross               | Minister van buitenlandse zaken.                                                                     |
| Martin Freeman     | Everett K. Ross                | Bondgenoot van Black Panther.                                                                        |
| Marisa Tomei       | May Parker                     | Tante van Peter Parker (Spider-Man).                                                                 |
| John Kani          | Koning T'Chaka                 | De koning van Wakanda en vader van T'Challa.                                                         |
| John Slattery      | Howard Stark                   | De vader van Tony Stark.                                                                             |
| Hope Davis         | Maria Stark                    | De moeder van Tony Stark.                                                                            |
| Alfre Woodard      | Miriam Sharpe                  | Een medewerker van de State Department.                                                              |
| Kerry Condon       | F.R.I.D.A.Y. (stem)            | |
| Gene Farber        | Kolonel Vasily Karpov          | |
| Florence Kasumba   | Ayo                            | |
| Stan Lee           | Zichzelf                       | |
| Jim Rash           | Professor Wilkes               | |
| Damion Poitier     | Huurling                       | |
| Joe Russo          | Theo Broussard                 | |
| Cornell S. John    | Attaché                        | |